# Magyar győzelmek vízilabdában
A magyar férfi és női vízilabda válogatottak nemzetközi versenyeken elért helyezései az olimpiákon, világ- és Európa-bajnokságokon.

## Olimpiák

### Olimpiai első helyezés
| Olimpia          | Aranyérmesek |
| ---------------- | --- |
| 1932 Los Angeles | Barta István, Bródy György, Halassy Olivér, Homonnai Márton, Ivády Sándor, Keserű Alajos, Keserű Ferenc, Németh János, Sárkány Miklós, Vértesy József                                                    |
| 1936 Berlin      | Bozsi Mihály, Brandi Jenő, Bródy György, Halassy Olivér, Hazai Kálmán, Homonnai Márton, Kutasi György, Molnár István, Németh János, Sárkány Miklós, Tarics Sándor                                        |
| 1952 Helsinki    | Antal Róbert, Bolvári Antal, Fábián Dezső, Gyarmati Dezső, Hasznos István, Jeney László, Kárpáti György, Lemhényi Dezső, Markovits Kálmán, Martin Miklós, Szittya Károly, Szívós István, Vízvári György  |
| 1956 Melbourne   | Bolvári Antal, Boros Ottó, Gyarmati Dezső, Hevesi István, Jeney László, Kanizsa Tivadar, Kárpáti György, Markovits Kálmán, Mayer Mihály, Szívós István, Zádor Ervin                                      |
| 1964 Tokió       | Ambrus Miklós, Bodnár András, Boros Ottó, Dömötör Zoltán, Felkai László, Gyarmati Dezső, Kanizsa Tivadar, Kárpáti György, Konrád János, Mayer Mihály, Pócsik Dénes, Rusorán Péter                        |
| 1976 Montreal    | Csapó Gábor, Cservenyák Tibor, Faragó Tamás, Gerendás György, Horkai György, Kenéz György, Konrád Ferenc, Molnár Endre, Sárosi László, Sudár Attila, ifj. Szívós István                                  |
| 2000 Sydney      | Benedek Tibor, Biros Péter, Fodor Rajmund, Kásás Tamás, Kiss Gergely, Kósz Zoltán, Märcz Tamás, Molnár Tamás, Steinmetz Barnabás, Szécsi Zoltán, Székely Bulcsú, Varga Zsolt, Vári Attila                |
| 2004 Athén       | Biros Péter, Benedek Tibor, Fodor Rajmund, Gergely István, Kásás Tamás, Kiss Gergely dr., Madaras Norbert, Molnár Tamás, dr. Steinmetz Ádám, Steinmetz Barnabás, Szécsi Zoltán, Varga Tamás, Vári Attila |
| 2008 Peking      | Benedek Tibor, Biros Péter, Gergely István, Hosnyánszky Norbert, Kásás Tamás, Kis Gábor, Kiss Gergely, Madaras Norbert, Molnár Tamás, Szécsi Zoltán, Varga Dániel, Varga Dénes, Varga Tamás              |

### Olimpiai második helyezettek
| Olimpia         | Ezüstérmesek |
| --------------- | --- |
| 1928 Amszterdam | Barta István, Halassy Olivér, Homonnai Márton, Ivády Sándor, Keserű Alajos, Keserű Ferenc, Vértesy József                                                                |
| 1948 London     | Brandi Jenő, Csuvik Oszkár, Fábián Dezső, Gyarmati Dezső, Győrfi Endre, Holop Miklós, Jeney László, Lemhényi Dezső, Pók Pál, Szittya Károly, Szivós István               |
| 1972 München    | Bodnár András, Cservenyák Tibor, Faragó Tamás, Görgényi István, Kásás István, Konrád Ferenc, Magos István, Molnár Endre, Pócsik Dénes, Sárosi László, ifj. Szívós István |

### Olimpiai harmadik helyezettek
| Olimpia          | Bronzérmesek |
| ---------------- | --- |
| 1960 Róma        | Bodnár András, Boros Ottó, Dömötör Zoltán, Felkai László, Gyarmati Dezső, Hevesi István, Kanizsa Tivadar, Kárpáti György, Katona András, Konrád II. János, Markovits Kálmán, Mayer Mihály, Rusorán Péter |
| 1968 Mexikóváros | Bodnár András, Dömötör Zoltán, Felkai László, Konrád Ferenc, Konrád II. János, Mayer Mihály, Molnár Endre, Pócsik Dénes, Sárosi László, Steinmetz János, ifj. Szívós István                              |
| 1980 Moszkva     | Csapó Gábor, Faragó Tamás, Gerendás György, Hauszler Károly, Horkai György, Kiss László, Kuncz László, Molnár Endre, Sudár Attila, ifj. Szívós István, Udvardi István                                    |

## Világbajnokságok

### Világbajnokok
| Világbajnokság  | Aranyérmesek |
| --------------- | --- |
| 1973, Belgrád   | Balla Balázs, Bodnár András, Csapó Gábor, Cservenyák Tibor, Faragó Tamás, Görgényi István, Kásás Zoltán, Konrád Ferenc, Molnár Endre, Sárosi László, ifj. Szívós István                       |
| 2003, Barcelona | Benedek Tibor, Biros Péter, Fodor Rajmund, Gergely István, Kásás Tamás, Kiss Gergely, Madaras Norbert, Molnár Tamás, Steinmetz Barnabás, Szécsi Zoltán, Varga Tamás, Varga Zsolt, Vári Attila |

### VB. második
| Világbajnokság      | Érmesek |
| ------------------- | --- |
| 1975, Cali          | Bodnár András, Csapó Gábor, Cservenyák Tibor, Faragó Tamás, Görgényi István, Horkai György, Konrád Ferenc, Magas István, Molnár Endre, Sárosi László, ifj. Szívós István                  |
| 1978, Nyugat-Berlin | Csapó Gábor, Faragó Tamás, Fekete Szilveszter, Gerendás György, Horkai György, Kenéz György, Magas István, Molnár Endre, Somossy József, Sudár Attila, ifj. Szívós István                 |
| 1982, Guayaquil     | |
| 1998, Perth         | |
| 2005, Montreal      | Biros Péter, Fodor Rajmund, Gergely István, Kásás Tamás, Kiss Csaba, Kiss Gergely, Madaras Norbert, Molnár Tamás, Steinmetz Ádám, Szécsi Zoltán, Szivós Márton, Varga Dániel, Vári Attila |
| 2007, Melbourne     | Biros Péter, Benedek Tibor, Fodor Rajmund, Kásás Tamás, Kis Gábor, Kiss Gergely, Madaras Norbert, Molnár Tamás, Nagy Viktor, Szécsi Zoltán, Szivós Márton, Varga Dániel, Varga Dénes      |

### VB. harmadik
| Világbajnokság | Érmesek |
| -------------- | ------- |
| 1991, Perth    |         |

## Európa-bajnokságok

### Európa-bajnokok
| Európa-bajnokság | Aranyérmesek |
| ---------------- | --- |
| 1926, Budapest   | Barta István, Fazekas Tibor, Homonnai Márton, Keserű Alajos, Keserű Ferenc, Vértesy József, Wenk János |
| 1927, Bologna    | Barta István, Czele László, Fazekas Tibor, Homonnai Márton, Keserű Alajos, Keserű Ferenc, Vértesy József, Wenk János |
| 1931, Párizs     | Barta István, Bozsi Mihály, Bródy György, Halassy Olivér, Homonnai Márton, Ivády Sándor, Keserű Alajos, Keserű Ferenc, Németh János, Sárkány Miklós, Vértesy József                                                     |
| 1934, Magdeburg  | Bozsi Mihály, Brandi Jenő, Bródy György, Halassy Olivér, Homonnai Márton, Ivády Sándor, Keserű Alajos, Kutasi-Kusinszky József, Németh János, Sárkány Miklós, Vértesy József                                            |
| 1938, London     | Bozsi Mihály, Brandi Jenő, Halassy Olivér, Kánásy Gyula, Kislégi Kálmán, Mezei Ferenc, Mezei István, Molnár István, Németh János, Sárkány Miklós, Tolnai József                                                         |
| 1954, Torino     | Bolváry Antal, Boros Ottó, Gyarmati Dezső, Hevesi István, Jeney László, Kárpáti György, Markovits Kálmán, Martin Miklós, Szabó Aladár, Szívós István, Vízvári György                                                    |
| 1958, Budapest   | Boros Ottó, Csillag Gábor, Dömötör Zoltán, Hevesi István, Jeney László, Kanizsa Tivadar, Kárpáti György, Katona András, Markovits Kálmán, Mayer Mihály, Molnár Róbert, Pintér István, Váczi József                      |
| 1962, Lipcse     | Ambrus Miklós, Bodnár András, Boros Ottó, Dömötör Zoltán, Felkai László, Gyarmati Dezső, Kanizsa Tivadar, Katona András, Kárpáti György, Konrád János, Konrád Sándor, Markovits Kálmán, Mayer Mihály, Pócsik Dénes      |
| 1974, Bécs       | Bodnár András, Csapó Gábor, Cservenyák Tibor, Faragó Tamás, Görgényi István, Horkai György, Kásás Ferenc, Konrád Ferenc, Molnár Endre, Sárosi László, ifj. Szívós István                                                |
| 1977, Jöngköping | Faragó Tamás, Gerendás György, Kenéz György, Magas István, Molnár Endre, Somossy József, Steinmetz János, Sudár Attila, ifj. Szívós István, Wiesner Tamás, Wolf Péter                                                   |
| 1997, Sevilla    | Benedek Tibor, Fodor Rajmund, Kásás Tamás, Kiss Gergely, Kosz Zoltán, Kovács Zoltán, Marcz Tamás, Molnár Tamás, Németh Zoltán, Steinmetz Barnabás, Székely Bulcsú, Tóth Frank, Varga Zsolt, Vári Attila, Vince Barnabás |
| 1999, Firenze    | Biros Péter, Fodor Rajmund, Kásás Tamás, Kiss Csaba, Kiss Gergely, Kósz Zoltán, Kovács Zoltán, Märcz Tamás, Molnár Tamás, Steinmetz Barnabás, Székely Bulcsú, Tóth Frank, Varga Zsolt, Vári Attila, Vince Balázs        |

### EB. második
| Európa-bajnokság | Érmesek |
| ---------------- | --- |
| 1970, Barcelona  | Bodnár András, Cservenyák Tibor, Faragó Tamás, Görgényi István, Gyerő Csaba, Kásás Zoltán, Konrád Ferenc, Sárosi László, Steinmetz János, ifj. Szívós István, Wiesner Tamás |
| 1983, Róma       | |
| 1993, Sheffield  | |
| 1995, Bécs       | |
| 2006, Belgrád    | |

### EB. harmadik
| Európa-bajnokság | Érmesek |
| ---------------- | --- |
| 1981, Split      | |
| 2001, Budapest   | Benedek Tibor, Biros Péter, Fodor Rajmund, Kásás Tamás, Kiss Csaba, Kiss Gergely, Kósz Zoltán, Märcz Tamás, Molnár Tamás, Steinmetz Barnabás, Szécsi Zoltán, Székely Bulcsú, Varga Tamás, Varga Zsolt, Vári Attila           |
| 2003, Kranj      | Benedek Tibor, Biros Péter, Fodor Rajmund, Katonás Gergely, Kásás Tamás, Kiss Csaba, Kiss Gergely, Kovács Zoltán, Madaras Norbert, Molnár Tamás, Steinmetz Ádám, Steinmetz Barnabás, Szécsi Zoltán, Varga Zsolt, Vári Attila |
| 2008, Malaga     | |
| 2012, Eindhoven  | |

## Női világbajnokságok

### Világbajnokok
| Világbajnokság | Aranyérmesek |
| -------------- | --- |
| 1991, Perth    | |
| 1994, Róma     | |
| 2005, Montreal | Benkő Tímea, Brávik Fruzsina, Drávucz Rita, Horváth Patrícia, Kisteleki Dóra, Pelle Anikó, Serfőző Krisztina, Stieber Mercédesz, Takács Orsolya, Tomaskovics Eszter, Tóth I. Andrea, Valkai Ágnes, Zantleitner Krisztina |

### VB második
| Világbajnokság | Érmesek |
| -------------- | --- |
| 2001, Fukuoka  | Dancsa Katalin, Drávucz Rita, Pelle Anikó, Primász Ágnes, Rédei Kata, Sipos Edit, Sós Ildikó, Stieber Mercédesz, Szép Brigitta, Szremkó Krisztina, Tiba Zsuzsanna, Valkai Ágnes, Valkay Erzsébet |

## Női Európa-bajnokságok

### Európa-bajnok
| Európa-bajnokság | Aranyérmesek |
| ---------------- | --- |
| 1991, Athén      | |
| 2001, Budapest   | Dancsa Katalin, Drávucz Rita, Győre Anett, Pelle Anikó, Primász Ágnes, Rédei Kata, Sipos Edit, Sós Ildikó, Steiber Mercédesz, Szép Brigitta, Szremkó Krisztina, Tóth Andrea, Tiba Zsuzsanna, Valkay Ágnes, Valkay Erzsébet |

### Eb-második
| Európa-bajnokság | Érmesek |
| ---------------- | ------- |
| 1985, Oslo       |         |
| 1987, Strasbourg |         |
| 1989, Bonn       |         |
| 1995, Bécs       |         |
| 2003, Ljubljana  |         |

### Eb-harmadik
| Európa-bajnokság | Érmesek |
| ---------------- | ------- |
| 1993, Leeds      |         |
| 2006, Belgrád    |         |
| 2008, Málaga     |         |
| 2012, Sevilla    |         |